# Twenty-foot equivalent unit

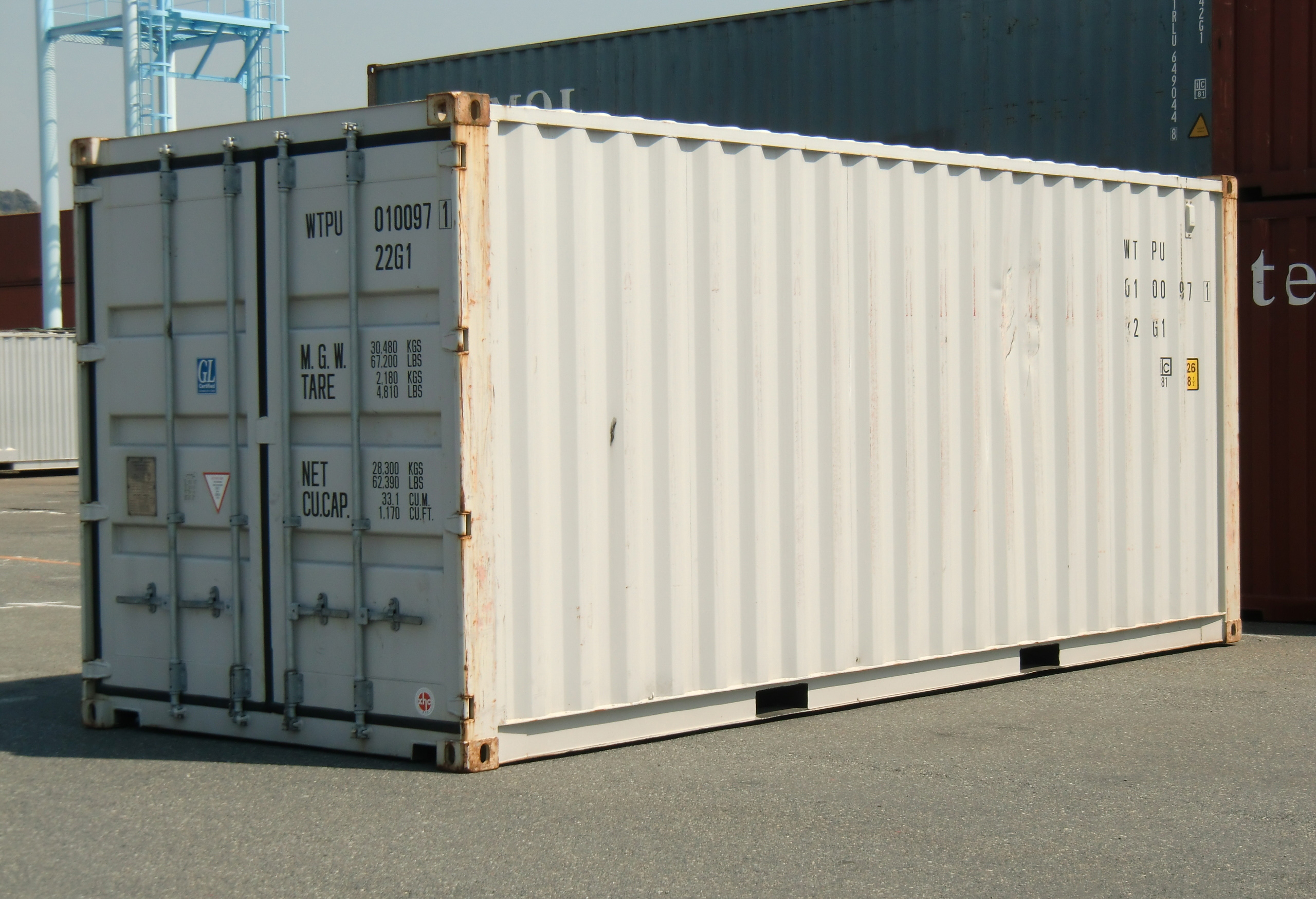
Kontejner o objemu 1 TEU

TEU nebo teu je mezinárodně používaná jednotka objemu (zkratka z anglického Twenty-foot Equivalent Unit). Objem 1 TEU je ekvivalentem jednoho 20stopového kontejneru (tj. kontejneru s vnějšími rozměry 20 × 8 × 8,5 stop, respektive 6,096 × 2,438 × 2,591 m s objemem 1360 stop³, resp. 38,51 m³). Jednotka se používá v souvislosti s přepravou standardizovaných kontejnerů pro dopravu zboží.
Obdobným způsobem je také definována jednotka FEU nebo feu (zkratka z anglického forty-foot equivalent unit) spojovaná se 40stopovými kontejnery. Platí tedy 2 TEU = 1 FEU.